# Griff Barnett
Pour les articles homonymes, voir Barnett.
Griff Barnett est un acteur américain né le 12 novembre 1884 à Blue Ridge (Texas), et mort le 12 janvier 1958 à El Monte (Californie).

## Filmographie partielle
- 1940 : Le Fantôme du cirque (The Shadow) de James W. Horne
- 1940 : Frontier Vengeance de George Sherman
- 1940 : Arizona, de Wesley Ruggles - Sam Hughes
- 1946 : À chacun son destin (To Each His Own), de Mitchell Leisen - M. Norris
- 1947 : Les Corsaires de la terre (Wild Harvest), de Tay Garnett - Rankin
- 1947 : Les Conquérants d'un nouveau monde (Unconquered), de Cecil B. DeMille - Frère Andrews de Pennsylvanie
- 1947 : Un gangster pas comme les autres (The Gangster) de Gordon Wiles
- 1947 : La Vallée maudite (Gunfighters) de George Waggner - M. Banner
- 1948 : The Tender Years, de Harold D. Schuster - Sénateur Cooper
- 1948 : La Ville empoisonnée (The Walls of Jericho), de John M. Stahl - Juge Hutto
- 1948 : Le Sang de la terre (Tap Roots), de George Marshall - Dr McIntosh
- 1948 : L'Amour sous les toits (Apartment for Peggy) de George Seaton - Dr Philip Conway
- 1948 : Trafic à Saïgon (Saigon), de Leslie Fenton - Le chirurgien
- 1949 : Mariage compliqué (Holiday Affair), de Don Hartman - M. Ennis
- 1949 :  Face au châtiment (The Doolins of Oklahoma) de Gordon Douglas
- 1949 : L'Héritage de la chair (Pinky), de John Ford et Elia Kazan - Dr Joe McGill
- 1949 : Pour toi j'ai tué (Criss Cross), de Robert Siodmak - Pop
- 1950 : Chaînes du destin (No Man Of Her Own), de Mitchell Leisen - Dr Parker
- 1951 : Two of a Kind, de Henry Levin - William McIntyre
- 1951 : La Caravane des évadés (Passage West), de Lewis R. Foster - Papa Emil Ludwig
- 1952 : Un si doux visage (Angel Face), d'Otto Preminger - Le juge
- 1952 : Je retourne chez maman (The Marrying Kind), de George Cukor - Charley
- 1952 : L'Inexorable enquête (Scandal Sheet) de Phil Karlson